# 菲尤拉布什 (紐約州)
菲尤拉布什（英語：Feura Bush）是位於美國紐約州奧爾巴尼縣的非建制地區。

## 歷史
菲尤拉布什的郵局自1912年營運至今。

## 地理
菲尤拉布什所處的海拔為高於海平面81米（即266英呎），而該地所採用的時區為UTC-5，即北美东部时区（EST）。同時該地設有夏令時間，為UTC-5調快一小時，即UTC-4（EDT）。